# Joshua Dugdale
Joshua Dugdale (Birmingham, 1974) is een Brits filmregisseur en -producer. Hij studeerde economie aan de Universiteit van Manchester.
Dugdale maakte vooral documentairefilms, met als thema's: drugsbarons, gangsters, politiemachten en revolutionairen. In het midden van de jaren 00 volgde hij dalai lama Tenzin Gyatso gedurende drie jaar waarvan hij de documentaire The Unwinking Gaze maakte. Hierin volgde hij zijn leven als leider van het Tibetaanse volk en legde zo minder dan gebruikelijk de nadruk legde op de spirituele rol die de dalai lama vervult vanuit het Tibetaans boeddhisme.

## Filmografie
| Film                     | Jaar | Opmerking          |
| ------------------------ | ---- | ------------------ |
| Pepe and his Cuban Heels | ?    | Over leven in Cuba |
| The Tijuana Cartel       | 2001 |                    |
| LAPD Blues               | 2002 |                    |
| The Unwinking Gaze       | 2008 | Regisseur/producer |